# Emile Bernheim
Emile Bernheim (Mulhouse, 18 oktober 1886 - Brussel, 27 november 1985) was een Belgisch bestuurder van grootwarenhuizen, mecenas en filantroop.

## Levensloop
Hij was een zoon van Julien Bernheim (1853-1925) en Marie Meyer. Julien vestigde zich in 1897 in Brussel en stichtte het warenhuis A L'Innovation. Emile was amper vijftien toen hij als klerk begon te werken in de vaderlijke onderneming. In 1911 telde A L'Innovation, nog steeds voorgezeten door Julien, meer dan tweeduizend medewerkers in zeven succursales.
Emile trouwde in 1923 met Suzanne Chabot. Het echtpaar bleef kinderloos. Van Franse nationaliteit, bekwam hij de kleine Belgische naturalisatie in 1913 en de grote in 1927.
Tijdens de Eerste Wereldoorlog behoorde hij tot het Belgisch leger en was vooral actief in de bevoorradingsdiensten. In 1918 leidde hij de Dienst van de licenties bij het Ministerie van Ravitaillering. 
Na de oorlog werd de Innovation omgevormd tot naamloze vennootschap en nam aanzienlijke uitbreiding door de aankoop van de onder sekwester geplaatste grootwarenhuizen, waaronder die aan de Meir 82 in Antwerpen, van de Duitsers Leonhard Tietz (1849-1914) en zijn zoon Alfred Leonhard Tietz (1883-1941). Emile Bernheim werd directeur (1919), directeur-generaal (1929), afgevaardigd bestuurder (1945) en voorzitter (1949). Tijdens de Tweede Wereldoorlog verloor hij, als Jood, zijn eigendomsrechten. Hij vluchtte naar Frankrijk en vervolgens naar de Verenigde Staten. Hij vond na de oorlog zijn eigendommen terug.
In 1927 was hij op studiereis door de Verenigde Staten getrokken en dit had een grote invloed op zijn ideeën over de ontwikkeling van de warenhuizen. Hij werd in 1933 ook medestichter van de Prisunic-Uniprix-Priba-warenhuizen.
In 1969 betekende de dramatische brand van de Innovation in de Brusselse Nieuwstraat, met meer dan driehonderd doden, een aanzienlijke tegenslag. In 1971, op aansturen van Bernheim, fusioneerde Innovation met de warenhuizen Au Bon Marché van de familie Vaxelaire-Claes.

## Andere activiteiten
Bernheim was actief in heel wat verenigingen of instellingen. Zo was hij:
- bestuurder in de Internationale Kamer van Koophandel van België, waarin hij de commissie 'distributie' voorzat,
- bestuurder van de Internationale vereniging van grootwarenhuizen,
- bestuurder van de Internationale federatie van grote distributiebedrijven,
- bestuurder van de Brusselse Wereldtentoonstelling in 1935,
- bestuurder van het Nationaal comité voor de wetenschappelijke organisatie van de arbeid,
- stichtend bestuurder van de Nationale Kas voor pensioenen en verzekering,
- medestichter en ondervoorzitter van het Brussels Comité voor Initiatief,
- medestichter van de Fondation belge de la vocation (1963),
- bestuurder van de ULB, waar hij de stichting financierde van een Centre Emile Bernheim pour l'étude des affaires (1951).

## Filantroop
Bernheim ontwikkelde filantropischa activiteiten. Zo was hij:
- bestuurder van het ziekenhuis Koningin Elisabeth,
- bestuurder van de Société française de Bienfaisance de Bruxelles,
- bestuurder van de Entraide française'.

Hij liet zijn hele vermogen over aan de Stichting Emile Bernheim, die sindsdien zijn werk van mecenaat en filantropie verderzet.